# Michael Showalter
Michael Showalter (Princeton, 17 giugno 1970) è un comico, attore, sceneggiatore, regista e produttore televisivo statunitense.

## Biografia
Michael Showalter è nato il 17 giugno 1970 a Princeton, nel New Jersey. È figlio di Elaine Showalter (nata Cottler), autrice, critica letteraria e professoressa di inglese, e English Showalter, professore di letteratura francese del XVIII secolo a Yale. Suo padre è episcopaliano, mentre sua madre è ebrea. Ha una sorella maggiore, Vinca Showalter LaFleur, che è una scrittrice. Ha frequentato la Princeton High School. Ha frequentato l'Università di New York. Successivamente, ha frequentato l'Università Brown di Providence, dove si è laureato. Dopo aver finito gli studi, il gruppo comico in cui si era unito all'università, The New Group, ha cambiato il suo nome in The State e ha iniziato a creare cortometraggi per uno spettacolo di MTV chiamato You Wrote It, You Watch It, condotto da Jon Stewart . In seguito il gruppo ha realizzato la propria serie, The State, andata in onda per due anni su MTV. Dal 2004 al 2006, ha interpretato Ron Parker nella serie di ESPN Classic, Cheap Seats: Without Ron Parker. Per un breve periodo di tempo, ha lavorato come corrispondente per il programma The Daily Show. Nel 2005 ha scritto, diretto e recitato nel film The Baxter. 

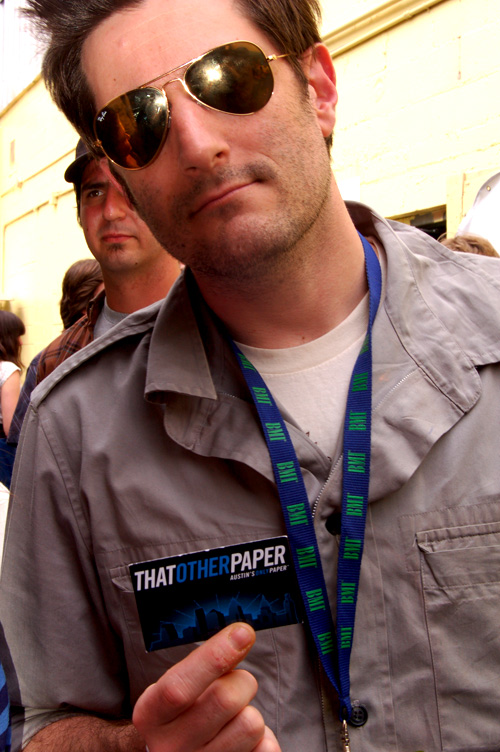
Michael Showalter nel 2007

Dal 2007 al 2008, ha condotto la webserie The Michael Showalter Showalter. Il suo primo ospite è stato il comico Zach Galifianakis . Inoltre, ha ospitato David Cross, Michael Ian Black, Paul Rudd, David Wain, Andy Samberg, Michael Cera e Mike Birbiglia . Nel novembre 2007, ha pubblicato il suo primo CD , intitolato Sandwiches & Cats. Nel 2009, ha collaborato ancora una volta con Michael Ian Black nella serie di Comedy Central Michael &amp; Michael Have Issues. Nel 2011, ha pubblicato il suo primo libro, Mr. Funny Pants. Nel 2009, ha recitato in una puntata della ventesima stagione di Law & Order - I due volti della giustizia. Nel 2011, è apparso in una serie di spot pubblicitari che sponsorizzavano la Toyota Yaris. Dal 2013 al 2014, ha sceneggiato la sitcom della ABC Super Fun Night.
Nel 2014, ha scritto insieme a David Wain il film They Came Together. Successivamente i due hanno co-scritto otto puntate della serie di Netflix Wet Hot American Summer: First Day of Camp, basato sul film del 2001, Wet Hot American Summer. Nella serie, Showalter è apparso nei panni di Gerald "Coop" Cooperberg e del presidente Ronald Reagan. Inoltre, ha anche co-scritto e interpretato il sequel Wet Hot American Summer: Ten Years Later, presentato per la prima volta nel 2017.
Nel 2015, ha diretto e scritto il film Hello, My Name Is Doris. Il film, vede come protagonista Sally Field, Max Greenfield, Beth Behrs, Wendi McLendon-Covey, Stephen Root, Elizabeth Reaser e Tyne Daly. Nel 2017, ha diretto The Big Sick - Il matrimonio si può evitare... l'amore no, film interpretato da Kumail Nanjiani, Zoe Kazan, Holly Hunter e Ray Romano . Questa pellicola, ha ricevuto recensioni positive dalla critica ed è stato candidato all'Oscar per la migliore sceneggiatura originale.
Nel 2021, è uscito il suo quinto film da regista, Gli occhi di Tammy Faye. Il film ha vinto l'Oscar per la migliore attrice a Jessica Chastain e quello per il miglior trucco e acconciatura. Nel 2022, è stato candidato a due Emmy per The Dropout.

## Vita privata
Il 16 gennaio 2021 ha sposato Anne Kalin Ellis a New York. La coppia ha avuto due gemelli, nati nel 2014.

## Filmografia

### Attore

#### Cinema
- Safe Men, regia di John Hamburg (1998)
- Chocolate for Breakfast, regia di Emily Baer (1998)
- Wet Hot American Summer, regia di David Wain (2001)
- Kissing Jessica Stein, regia di Charles Herman-Wurmfeld (2001)
- Signs, regia di M. Night Shyamalan (2002)
- Operation Midnight Climax, regia di Gadi Harel e Will Keenan (2002)
- The Baxter, regia di Michael Showalter (2005)
- Griffin & Phoenix, regia di Ed Stone (2006)
- The Ten, regia di David Wain (2007)
- Reno 911!: Miami, regia di Robert Ben Garant (2007)
- Nudi e felici (Wanderlust), regia di David Wain (2012)
- Appuntamento con l'amore (Two Night Stand), regia di Max Nichols (2014)

#### Televisione
- You Wrote It, You Watch It - serie TV (1992)
- The State - serie TV, 27 episodi (1993-1995)
- Apt. 2F - serie TV, 4 episodi (1997)
- Random Play - serie TV, 3 episodi (1999)
- Law & Order - I due volti della giustizia (Law & Order) - serie TV, 2 episodi (2000-2009)
- Sex and the City - serie TV, episodio 6x07 (2003)
- Soundtrack Live, regia di Amy Miles e Amy Poehler - film TV (2004)
- Cheap Seats: Without Ron Parker - serie TV, 6 episodi (2004-2006)
- Stella - serie TV, 10 episodi (2005)
- Wainy Days - serie TV, episodio 2x10 (2008)
- Viralcom - serie TV, episodio 1x06 (2008)
- The Slope - serie TV, episodio 2x03 (2012)
- F to 7th - serie TV, episodio 1x01 (2013)
- Inside Amy Schumer - serie TV, episodio 1x01 (2016)
- You're Whole - serie TV, episodio 1x04 (2013)
- Comedy Bang! Bang! - serie TV, episodio 3x06 (2014)
- American Viral - serie TV, 4 episodi (2014)
- Wet Hot American Summer: First Day of Camp - miniserie TV, 8 episodi (2015)
- The Grinder - serie TV, episodio 1x06 (2015)
- Childrens Hospital - serie TV, 2 episodi (2015-2016)
- Giles Vanderhoot, regia di Michael Showalter - film TV (2016)
- Search Party - serie TV, 5 episodi (2016-2017)
- Wet Hot American Summer: Ten Years Later - miniserie TV, 8 episodi (2017)
- 9JKL - Scomodi vicini (JKL) - serie TV, episodio 1x11 (2017)

#### Cortometraggi
- Tick, regia di John Hamburg (1996)
- The Kinsey 3, regia di Angela Robinson (1998)
- Birthday, regia di David Wain (2008)
- Vincent, regia di Tati Barrantes (2016)

### Doppiatore
- Hair High, regia di Bill Plympton (2004)
- Buzz Lightyear da Comando Stellare (Buzz Lightyear of Star Command) - serie TV, episodio 1x23 (2000)
- Bob's Burgers - serie TV, episodio 4x15 (2014)
- American Dad! - serie TV, episodio 12x05 (2016)

### Sceneggiatore

#### Cinema
- Wet Hot American Summer, regia di David Wain (2001)
- The Baxter, regia di Michael Showalter (2005)
- They Came Together, regia di David Wain (2014)
- Hello, My Name Is Doris, regia di Michael Showalter (2015)
- The Idea of You, regia di Michael Showalter (2024)

#### Televisione
- You Wrote It, You Watch It - serie TV (1992)
- The State - serie TV, 27 episodi (1993-1995)
- Random Play - serie TV, 3 episodi (1999)
- The Wrong Coast - serie TV (2004)
- Comedy Central Presents - serie TV, 2 episodi (2004-2008)
- Stella - serie TV, 10 episodi (2005)
- The Michael Showalter Showalter - serie TV, 10 episodi (2007-2008)
- Risk! - serie TV (2009)
- Michael & Michael Have Issues - serie TV, 7 episodi (2009)
- Super Fun Night - serie TV, 2 episodi (2013-2014)
- Newsreaders - serie TV, 2 episodi (2013-2014)
- Childrens Hospital - serie TV, 4 episodi (2013-2016)
- Wet Hot American Summer: First Day of Camp - miniserie TV, 8 episodi (2015)
- Giles Vanderhoot, regia di Michael Showalter - film TV (2016)
- Search Party - serie TV, 50 episodi (2016-2022)
- Wet Hot American Summer: Ten Years Later - miniserie TV, 8 episodi (2017)

#### Cortometraggi
- Birthday, regia di David Wain (2008)
- The Second Sound Barrier, regia di David Wain (2016)

### Regista

#### Cinema
- The Baxter (2005)
- Hello, My Name Is Doris (2015)
- The Big Sick - Il matrimonio si può evitare... l'amore no (The Big Sick) (2017)
- The Lovebirds (2020)
- Gli occhi di Tammy Faye (The Eyes of Tammy Faye) (2021)
- Spoiler Alert (2022)
- The Idea of You (2024)

#### Televisione
- Michael & Michael Have Issues - serie TV, 5 episodi (2009)
- You're Whole - serie TV, 7 episodi (2012-2013)
- Giles Vanderhoot - film TV (2016)
- Love - serie TV, 3 episodi (2016-2018)
- Grace and Frankie - serie TV, 2 episodi (2016-2019)
- Search Party - serie TV, 3 episodi (2017)
- In the Dark - serie TV, episodio 1x01 (2020)
- The Shrink Next Door - serie TV, 4 episodi (2021)
- The Dropout - miniserie TV, 4 episodi (2022)
- I Love That for You - serie TV, 2 episodi (2022)

#### Videoclip
- Guard Down - August Moon (2024)

### Produttore

#### Cinema
- Wet Hot American Summer, regia di David Wain (2001)
- They Came Together, regia di David Wain (2014)
- Hello, My Name Is Doris, regia di Michael Showalter (2015)
- The Lovebirds, regia di Michael Showalter (2020)
- Spoiler Alert, regia di Michael Showalter (2022)
- The Idea of You, regia di Michael Showalter (2024)

#### Televisione
- Stella - serie TV, 10 episodi (2005)
- The Michael Showalter Showalter - serie TV, 10 episodi (2007-2008)
- Comedy Central Presents - serie TV, episodio 12x09 (2008)
- Michael & Michael Have Issues - serie TV, 5 episodi (2009)
- American Viral - serie TV, 3 episodi (2014)
- Wet Hot American Summer: First Day of Camp - miniserie TV, 8 episodi (2015)
- Giles Vanderhoot, regia di Michael Showalter - film TV (2016)
- Search Party - serie TV, 30 episodi (2016-2020)
- Wet Hot American Summer: Ten Years Later - miniserie TV, episodio 1x01 (2017)
- In the Dark - serie TV, 51 episodi (2019-2022)
- Vegas High, regia di Gillian Robespierre - film TV (2020)
- The Shrink Next Door - serie TV, 8 episodi (2021)
- The Dropout - miniserie TV, 7 episodi (2022)
- I Love That for You - serie TV, 8 episodi (2022)

#### Cortometraggi
- Birthday, regia di David Wain (2008)
- Stomach People, regia di Julia Mattison (2022)

## Doppiatori italiani
Nelle versioni in italiano delle opere in cui ha recitato, Michael Showalter è stato doppiato da:
- Nanni Baldini in Wet Hot American Summer: First Day of Camp, Wet Hot American Summer: Ten Years Later
- Christian Iansante in Signs

## Riconoscimenti
- Premio Emmy
  - 2022 - Candidatura alla migliore miniserie per The Dropout[36]
  - 2022 - Candidatura al miglior regista in una miniserie o film per la televisione per The Dropout